# Adiwerna (plaats)
Adiwerna is een plaats en bestuurslaag (kelurahan) in het onderdistrict (kecamatan) Adiwerna in het regentschap Tegal van de provincie Midden-Java, Indonesië. Adiwerna telt 12.128 inwoners (volkstelling 2010).
In deze plaats bevindt zich Station Banjaran.

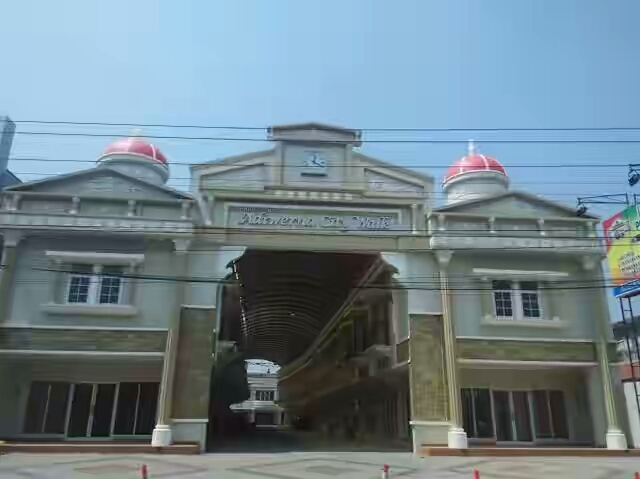
Adiwerna City Walk